# Zarándi Csaba
Zarándi Csaba (Budapest, 1928. augusztus 8. – Budapest, 2003. április 7.) Olimpiai és világbajnok kardvívók legendás mestere. Tanítványai 19 olimpiai, világ- és Európa-bajnokságot, 5 BEK-et, 17 felnőtt magyar bajnokságot és számos nemzetközi versenyt nyertek.
Szülei Zarándi József és Rozkovetz Mária. Felesége Kozma Olga, gyermeke Andrea, unokája Adrienn jogász, dédunokái Bogi és Zalán a tenisz szerelmesei.

## Tanulmányai
1934-38 Rákospalotai Általános Iskola, 1938-42 Rákospalotai Plébánia, 1942-44 Könyves Kálmán Gimnázium, 1944-47 Rákóczi Ferenc Gimnázium, 1958-60 Testnevelési Főiskola, 1971-75 Testnevelési Főiskola, edzői szak, 1990 címzetes docens.

## Pályafutása
A BEAC-ban kezdett el vívni 1946-ban Szabó László invitálására, aki édesapja gimnáziumi osztálytársa volt Marosvásárhelyen. A Semmelweis utcai vívóteremben még asszózott dr. Tóth Péter és dr. Gombos Sándor olimpiai bajnok vívókkal. Innen a Ganz Vagongyár SC-be került, ahol Kovács Pál többszörös olimpiai és világbajnok, valamint Pesthy Károly az 1951-ben bajnok kardcsapat tagja vívott. Ezután behívták katonának, majd a Bp. Honvédbe került, ahol Szűcs János lett a mestere. Akkoriban a magyar utánpótlás krémje is a Honvédban vívott, akik 1956-ban már nem jöttek haza Melbourne-ből: Hámori Jenő, Magay Dániel, Keresztes Attila. 
1949-től már edzősködött mellékállásban a Repülőtiszti Főiskolán, majd a Spartacusban. Főállásban az Irodagép Vállalatnál dolgozott, ahol az idők folyamán üzemvezető vált belőle. 1958-ban az Újpesti Dózsa legendás szakosztály vezetője, Szabó Pál hívta, hogy a hagyományos szúró fegyvernemes szakosztályban honosítsa meg a kard szakágat. Néhány év múlva a Vasashoz hívták, ahol világklasszisok sora vívott, de ő visszautasította a felkérést, mondván: " a nagy bajnokokat nem örökölni, hanem felnevelni kell " Élete végéig a Dózsában (ma: UTE) dolgozott, 1991-től vezetőedzőként. Kezdetben 5 évig mellékállásban dolgozott, majd lassan jöttek a nagyszerű tanítványok Körmöczi Csaba, Nagyházi Zoltán, majd Gedővári Imre is, aki ugyan Hátszeghy Hatz Józsefnél kezdett, de ezt követően átkerült Zarándi Csabához.
1974-ben szerezte Zarándi tanítvány az első világbajnoki érmet. A vb bronzérmes csapatnak Gedővári Imre is tagja volt. 1975-ben már VB ezüstérmet nyert a csapat, melyben már Körmöczi Csaba is szerepelt. Az 1977-es csapatban szerzett bronzérmet az első világbajnoki cím követte 1978-ban Hamburgban, ahol Gedővári Imre mellett Nagyházi Zoltán került a csapatba a Zarándi tanítványok közül.
Az 1980-as moszkvai olimpián Gedővári Imre és a csapat is bronzérmet szerzett. 1981-ben Gedővári egyéniben ezüstérmes, a csapat világbajnok. 1982-ben Gedővári Imre bronzérmes, a csapat ismét világbajnok.
Zarándi Csabának először az 1981-es VB-n jelentkezett szívbetegsége, az 1982-es VB-n azonban csaknem végzetes infarktusa volt. Az orvosok végleg el akarták tiltani a vívástól, kardiológusa tanácsára egy évig pihent, míg engedélyezték, hogy két tanítványával tovább dolgozhasson. Rövidesen azonban már négy tanítványa lett.
Az 1988-as szöuli kard csapat döntőben már három Zarándi-tanítvány vívott: Gedővári Imre, Szabó Bence és Csongrádi László. A magyar csapat 4:8-ról fordított és 28 év után nyert újra olimpiai csapat bajnokságot.
Zarándi Csaba edzői pályafutásának csúcsa Szabó Bence 1992-es barcelonai olimpián szerzett egyéni olimpiai bajnoki címe. Ez az 1988-as szöuli kardcsapat olimpiai aranyéremhez hasonlóan ugyancsak 28 évvel az azt megelőző utolsó nagy siker Pézsa Tibor aranyérme után. 1992-ben Barcelonában a Szabó Bence, Abay Péter, Köves Csaba kardcsapat ezüstérmet szerzett.
Az 1996-os atlantai olimpián Szabó Bence bronzérmet, a csapat pedig ezüstérmet szerzett.
Az eredmények felsorolásán túl nagyszerű ember volt, aki mindig a szenvedélyének a kardvívásnak élt. Tanítványai halk szavú, bőbeszédű, pocakos, jó kedélyű, humoros mesterként írták le. Tanítványai Zarándi Csaba augusztusi 75. születésnapját készítették elő, amikor 2003. április 7-én váratlanul szívinfarktusban meghalt. Tanítványai emlékét híven őrzik.

## Könyvei
1988-ban könyvet írt Kardvívás címmel. Emlékére minden évben megrendezik a Zarándi Csaba Férfi Kard Világkupát.

## Kitüntetései
- Munka érdemrend arany fokozat (1988)
- Magyar Köztársaság Arany Érdemkereszt (1992)
- Magyar Köztársaság Bronz Érdemkereszt (1996)
- Mesteredző (1975)
- címzetes egyetemi docens (1990)
- MOB Aranygyűrűje (1995)
- Santelli Aranygyűrű (1996)
- Kemény Ferenc Díj (1998)
- A Templomos lovagrend tagja.